# Ayabadhu jezik
Ayabadhu jezik (ISO 639-3: ayd), jedan od jezika porodice pama-nyunga kojim se donedavno govorilo na poluotoku Cape York u australskoj državi Queensland. Od godine 2009. (3. srpnja) vodi se kao izumrli.
Ayabadu teritorij nalazio se sjeverno od rijeke Coleman

## Vanjske poveznice
- Ethnologue (14th)
- Ethnologue (15th)